# Ballantine's
Ballantine's este o gamă de whisky scoțian produs de concernul francez Pernod Ricard în Dumbarton, Scoția.

## Istoric
În 1827 George Ballantine pune bazele unei mici băcănii în Edinburgh în care începe să vândă, printre altele, și whisky. În scurt timp, George devine un nume în ceea ce se numește “blended whisky”, având clienți de renume, inclusiv familia regală britanică, regina Victoria acordându-i un certificat de Garanție Regală cu ocazia unei vizite la Glasgow în 1895.
Istoria Ballantine's continuă: în 1938 primește ordinul The Grant of the Heraldic Arms, însemnul brațelor heraldice urmând să rămână pe eticheta sticlei până în zilele noastre. Au urmat anii '60 în care Ballantine's revine ca leader în America și ani 2009, 2010 și 2011 în care a fost ales whisky-ul anului în Europa.

## Tipuri de whisky
Ballantine’s Finest este portdrapelul casei, un blended whisky modern și light, cu aroma de miere de iarbă neagră și urme de mirodenii. Gustul asociază tonuri bine echilibrate de ciocolată, măr roșu și vanilie.
Ballantine’s 12 Years Old e un blended whisky rotund, cu o personalitate distinctă. Aroma împletește dulceața mierii cu parfumuri de stejar și vanilie. Gustul asociază savoare florală, cu dulceață cremoasă de stejar.
Ballantine’s Blended Malt 12 Years Old adună o mulțime de single malt-uri nobile din întreaga Scoție. Aroma asociază flori de primăvară, dar și marțipan, migdale și coajă de portocală iar gustul este proaspăt, fin, de portocale, scorțișoară și ghimbir.
Ballantine’s 17 Years Old este un blended whisky cu o rețetă neschimbată de 75 de ani, cunoscută doar de Master Blender. Aroma este profundă, cu aluzii de stejar, fum și vanilie. 
Gustul împletește dulceața mierii și vanilia cremoasă, completate cu nuanțe de stejar și fum de turbă.
Ballantine’s 21 Years Old este un blended whisky premium, cu aroma bogată, florală, cu tonuri de măr. Gustul este de mirodenii, revelând însă urme de iarbă  neagră și fum.
Ballantine’s 30 Years Old este produsul far al gamei. Aroma are note de fructe însoțite de seducătoare note de vanilie și stejar. Gustul este un echilbru perfect între dulceața mierii, esențele florale și notele de vanilie, fum și mare.